# Lijst van staatsministers van Reuss oudere linie

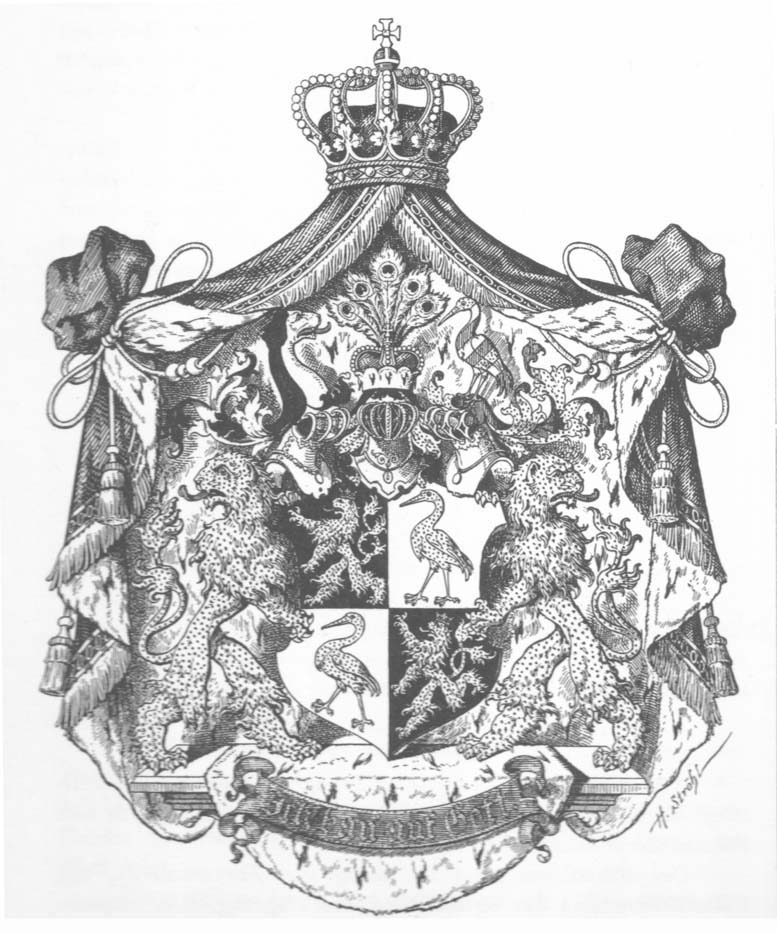
Wapen van Reuss oudere linie

Dit is een lijst van staatsministers van de voormalige Duitse deelstaat Reuss oudere linie (Reuß ältere linie).
| Persoon                                                              | periode                                              | partij                                               |
| Vorstendom Reuss oudere linie                                        | Vorstendom Reuss oudere linie                        | Vorstendom Reuss oudere linie                        |
| President van het Consistorium Konsistorialpräsident                 | President van het Consistorium Konsistorialpräsident | President van het Consistorium Konsistorialpräsident |
| -------------------------------------------------------------------- | ---------------------------------------------------- | ---------------------------------------------------- |
| Franz Christian Ferdinand von Grün                                   | 1782 - 1833                                          |                                                      |
| onbekend                                                             | 1833 - 1840                                          |                                                      |
| Ludwig Freiherr von und zu Mannsbach                                 | 1840 - juni 1848                                     |                                                      |
| Franz Eduard Otto                                                    | 1 juli 1848 - 6 mei 1861                             |                                                      |
| Hugo Moritz Herman                                                   | 1861 - 26 januari 1870                               |                                                      |
| Otto Theodor Meusel                                                  | 1 juni 1870 - 30 september 1874                      |                                                      |
| Albert Friedrich Adolf Faber                                         | 1874 - 1888                                          |                                                      |
| Alfred August Mortag                                                 | 1888 - 13 april 1892                                 |                                                      |
| onbekend                                                             | 13 april 1892 - 1893                                 |                                                      |
| Theodor von Dietel                                                   | 1893 - 17 september 1900                             |                                                      |
| onbekend                                                             | 17 september 1900 - 1901                             |                                                      |
| Ernst August von Meding                                              | 1901 - 12 november 1918                              |                                                      |
| Vrijstaat Reuss oudere linie                                         |                                                      |                                                      |
| Staatsminister                                                       |                                                      |                                                      |
| William Oberländer                                                   | 12 november 1918 - 17 april 1919                     | DDP                                                  |
| Volksstaat Reuss Na fusie Reuss oudere linie en Reuss jongere linie  |                                                      |                                                      |
| Staatsministers Staatsminister                                       |                                                      |                                                      |
| William Oberländer Karl Eduard Emil Moritz Freiherr von Brandenstein | 17 april 1919 - 1 mei 1920                           | DDP —                                                |

## Voetnoten
1. ↑  De Volksstaat Reuss ging op 1 mei 1920 op in Thüringen